# Matt Gilroy
Matthew „Matt“ Gilroy (* 30. Juli 1984 in North Bellmore, New York) ist ein ehemaliger US-amerikanischer Eishockeyspieler und derzeitiger -trainer, der im Verlauf seiner aktiven Karriere zwischen 2005 und 2019 unter anderem 233 Spiele für die New York Rangers, Tampa Bay Lightning, Ottawa Senators und Florida Panthers in der National Hockey League (NHL) auf der Position des Verteidigers bestritten hat. Darüber hinaus absolvierte Gilroy weitere 230 Partien in der Kontinentalen Hockey-Liga (KHL).

## Karriere

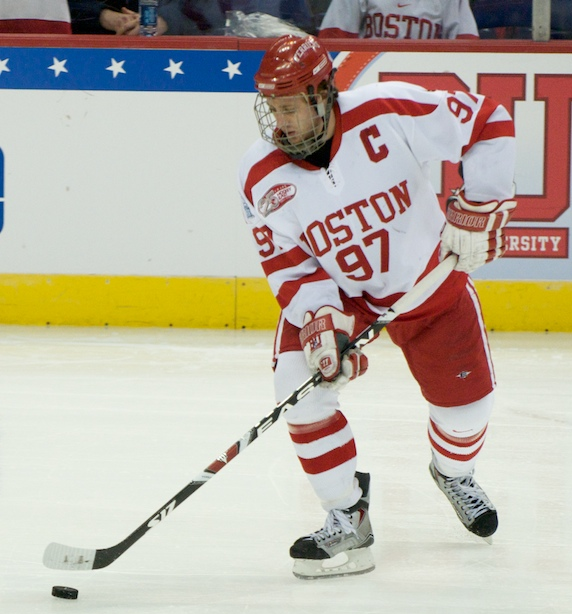
Gilroy im Trikot der Boston University (2009)

Gilroy spielte zunächst von 2000 bis 2003 im US-Bundesstaat New York für die High-School-Mannschaft der St. Mary’s Gaels, im High-School-Ligensystem der Vereinigten Staaten. Im Anschluss ging Gilroy zwei Spielzeiten in der Eastern Junior Hockey League, eine unterklassige Juniorenliga in den Vereinigten Staaten, jeweils eine Saison für die New York Apple Core und Walpole Stars aufs Eis. Ab 2005 stand der Verteidiger fürs Eishockeyteam der Boston University, für die er vier Jahre in der National Collegiate Athletic Association (NCAA) spielte, auf dem Eis. Im Jahr 2009 gewann er als Kapitän der Boston University die US-amerikanische College-Meisterschaft der NCAA und wurde mit dem Hobey Baker Memorial Award als bester Spieler der Saison ausgezeichnet.
Nach Abschluss der Saison unterzeichnete er einen Zweijahresvertrag bei den New York Rangers aus der National Hockey League (NHL). Am 2. Juli 2011 erhielt Gilroy als Free Agent einen Kontrakt für ein Jahr bei den Tampa Bay Lightning. Am 27. Februar 2012 transferierten ihn diese im Austausch für Brian Lee zu den Ottawa Senators. In der folgenden Saison erhielt er einen Kontrakt bei den New York Rangers, spielte aber während des NHL-Lockouts in der Saison 2012/13 zunächst bei den Connecticut Whale in der American Hockey League (AHL), ehe er im Januar 2013 in den NHL-Kader der Mannschaft berufen wurde. Im Juli 2013 unterzeichnete Gilroy einen neuen Zweiwegevertrag über ein Jahr mit den Florida Panthers.
Vor der Saison 2014/15 wechselte Gilroy zu Atlant Moskowskaja Oblast in die Kontinentale Hockey-Liga (KHL). Aufgrund finanzieller Probleme zog sich Atlant nach der Saison 2014/15 vom Spielbetrieb zurück und Gilroy wechselte mit einigen anderen Spielern zum HK Spartak Moskau, der Atlants KHL-Startplatz übernahm. Für Spartak absolvierte er in den folgenden zwei Spieljahren insgesamt 106 KHL-Partien, in denen er insgesamt 53 Scorerpunkte sammelte. Im Juli 2017 wechselte er innerhalb der KHL zu Jokerit. Seine Karriere, die er im Sommer 2019 beendete, ließ er in der Schweiz bei den SC Rapperswil-Jona Lakers ausklingen.
Anschließend war Gilroy zwischen 2022 und 2024 im US-amerikanischen Eishockeyverband USA Hockey als Trainer im Nachwuchs tätig. Seit Sommer 2024 arbeitet er als Assistenztrainer an der Harvard University.

### International
Für die USA nahm Gilroy an der Weltmeisterschaft 2010 in Deutschland teil. Acht Jahre später gehörte er zum Aufgebot des Team USA bei den Olympischen Winterspielen 2018, bei denen die Mannschaft, die ohne NHL-Spieler antrat, den siebten Platz belegte.

## Erfolge und Auszeichnungen
| - 2006 Lamoriello-Trophy-Gewinn mit der Boston University - 2007 Hockey East First All-Star Team - 2007 NCAA Second All-American Team - 2008 Hockey East First All-Star Team - 2008 NCAA First All-American Team - 2009 Lamoriello-Trophy-Gewinn mit der Boston University - 2009 Hockey East All-Tournament Team | - 2009 Hockey East First All-Star Team - 2009 NCAA-Division-I-Championship mit der Boston University - 2009 Hobey Baker Memorial Award - 2009 NCAA First All-American Team - 2015 Teilnahme am KHL All-Star Game - 2017 Teilnahme am KHL All-Star Game |

## Karrierestatistik

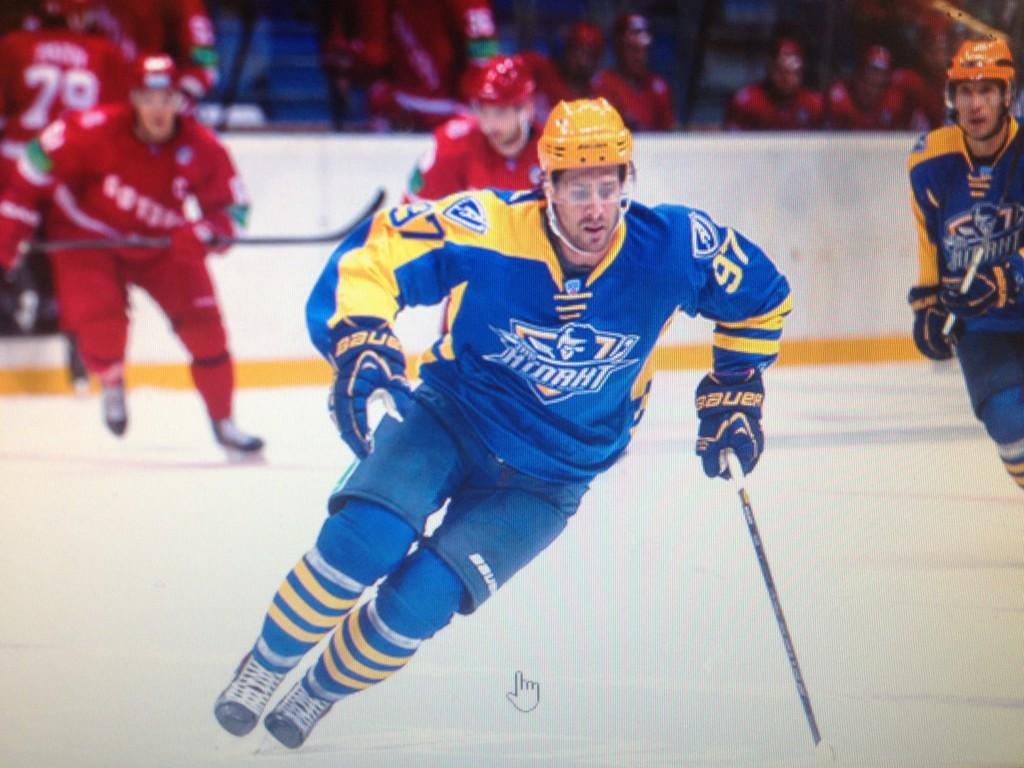
Gilroy als Spieler von Atlant Moskowskaja Oblast (2014)

### International
Vertrat die USA bei:
- Weltmeisterschaft 2010
- Olympischen Winterspielen 2018

(Legende zur Spielerstatistik: Sp oder GP = absolvierte Spiele; T oder G = erzielte Tore; V oder A = erzielte Assists; Pkt oder Pts = erzielte Scorerpunkte; SM oder PIM = erhaltene Strafminuten; +/− = Plus/Minus-Bilanz; PP = erzielte Überzahltore; SH = erzielte Unterzahltore; GW = erzielte Siegtore; 1 Play-downs/Relegation; Kursiv: Statistik nicht vollständig)